# Joey Kramer
 (août 2020).
Si vous disposez d'ouvrages ou d'articles de référence ou si vous connaissez des sites web de qualité traitant du thème abordé ici, merci de compléter l'article en donnant les références utiles à sa vérifiabilité et en les liant à la section « Notes et références ».
Pour les articles homonymes, voir Kramer.
Joseph Michael "Joey" Kramer, né le 21 juin 1950 à Yonkers, ville limitrophe de New York City, est le batteur du groupe de hard rock Aerosmith.

## Biographie
Dans la première mouture du groupe, appelé The Jam Band, c'est Steven Tyler qui tient la batterie mais Joe Perry lui conseille d'abandonner l'instrument pour se consacrer au chant. Tyler appelle à la rescousse un ami d'enfance : Joey Kramer.
C'est Kramer qui nomme le groupe Aerosmith en 1973.  Selon l'autobiographie du groupe, Walk This Way, Kramer fait fréquemment une collecte d'argent pour le groupe.
Sa première écriture créditée avec Aerosmith est Pandora's Box sur leur second album, Get Your Wings. À terme, Kramer ne laisse que peu de compositions de son cru, laissant cela au tandem Perry/Tyler.
Il a tout de même été crédité pour certaines chansons du groupe, en voici la liste :
1. "Pandora's Box" de l'album Get Your Wings
2. "Kings and Queens de l'album Draw the Line
3. "The Hand That Feeds" aussi de Draw the Line
4. "The Hop" de Done With Mirrors
5. "The Movie" de Permanent Vacation
6. "Krawhitham" de Pandora's Box
7. "Beautiful" de Music from Another Dimension!
8. "Lover Alot" aussi de Music from Another Dimension!
9. "Can't Stop Lovin' You" également de Music from Another Dimension!
10. "Closer" toujours de l'album Music from Another Dimension!.

Kramer a brièvement étudié à la Thornton Donovan School.

## Style
Batteur puissant, Kramer possède une frappe lourde ; ce qui ne le prive pas de certaines finesses. Avec son acolyte, le bassiste Tom Hamilton, il forme une rythmique souple et sans faille, l'assise nécessaire à Brad Whitford et Joe Perry.
Kramer est connu pour amuser les spectateurs lors de ses solos de batterie, en jouant de la batterie avec ses bras, les jambes, les orteils, les coudes et même son front.

## Absent de la tournée d'adieu du groupe
Selon le site Pop'N'Music, pour la tournée d'adieu du groupe en 2023-2024, Joey Kramer a préféré s'abstenir et rester à la maison pour s'occuper de sa famille et de sa santé, c'est le technicien de la batterie John Douglas qui prendra sa place pour le reste de la tournée. Il a donc quitté le groupe pour des raisons personnelles, mais le tout s'est fait amicalement entre le batteur et le reste du groupe. 